# Condado de Zadar
O Condado de Zadar é um condado da Croácia (em croata: Zadarska županija), que abrange o norte da Dalmácia e o sudeste de Lika. Sua capital é a cidade de Zadar (também conhecida como Zara).
De acordo com o censo de 2001, o condado de Zadar tinha 162 045 habitantes. A maioria eram croatas (93,3%), enquanto sérvios, bósnios, albaneses e italianos compõem o resto da população.

## Geografia
Entre as maiores cidades do condado de Zadar estão Zadar, Benkovac, Bibinje, Biograd, Nin, Obrovac e Pag. O condado ainda inclui as ilhas de Dugi otok, Ugljan, Pašman e a maior parte da ilha de Pag, bem como diversas outras ilhas de menor tamanho. O parque nacional de Paklenica também se localiza no condado.
A área total do condado é de 7.854 km². Sua área continental tem 3 642 km², o equivalente a 6.4% do território croata; sua área marítima tem 3 632 km² (cerca de 12% das águas territoriais do país), enquanto a área insular tem 580 km², com mais de 300 ilhas de diversos tamanhos (o chamado arquipélago de Zadar). A extensão de seu litoral, incluindo as ilhas, é de 1.300 km.
A população do condado é de 200 936, o equivalente 4,5%¨da população total da Croácia, dos quais 129 000 vivem na área litorânea, 21 000 nas ilhas e 50 000 no interior do continente.

### Divisão administrativa
O condado está dividido em 6 cidades e 28 municípios.
As cidades são:
- Benkovac
- Biograd na Moru
- Nin
- Obrovac
- Pag
- Zadar

As municípios são:
- Gračac
- Bibinje
- Galovac
- Jasenice
- Kali
- Kukljica
- Lišane Ostrovičke
- Novigrad
- Pakoštane
- Pašman
- Polača
- Poličnik
- Posedarje
- Povljane
- Preko
- Privlaka
- Ražanac
- Sali
- Stankovci
- Starigrad
- Sukošan
- Sveti Filip i Jakov
- Škabrnja
- Tkon
- Vir
- Zemunik Donji

## Política
Desde 2005 o zupano, principal autoridade do condado, é Ivo Grbić, da União Democrática Croata (HDZ). A assembleia local está dividida da seguinte maneira:
- União Democrática Croata: 20 cadeiras
- Partido Social-Democrata da Croácia (SDP): 10
- Partido dos Camponeses Croatas (HSS): 4
- Partido Social Liberal Croata (HSLS): 4
- Partido Popular Croata (HNS): 3

## Economia
A região de Ravni Kotari constitui a maior parte da área continental, e contém a maioria das terras cultiváveis e das cidades, apresentando assim grande desenvolvimento comercial e industrial.
O turismo e a principal fonte de renda do condado, graças à sua posição geográfica, clima ameno, à sua costa recortada por diversas baías, enseadas e praias. Entre algumas das atrações do condado estão áreas de excepcional beleza natural, como Velebit, Telaščica e Paklenica, além dos parques nacionais de Krka e Kornati, no sul, e Plitvice, no norte.